# Louise Maselis
Louise Maselis (Winksele, 28 maart 1993) is een Belgisch model. Ze werd in november 2008 op 15-jarige leeftijd tot winnares uitgeroepen van Elite Model Look 2008.
Louise Maselis won op 8 oktober de Elite Model Look 2008 in België en mocht tegen andere internationale modellen strijden in Sanya, China, waar dit jaar Elite Model Look werd gehouden. Ze moest afrekenen met 80 andere kandidaten uit 64 verschillende landen uit de hele wereld en werd daar uitverkozen tot het mooiste model van de wereld. Ze heeft ook een 2-jarig modellencontract met Elite gewonnen.
Louise won uiteindelijk van de Chileense Josefina Cisternas, en van de Chinese Fei Fei Sun en de Zweedse Tilda Persson, die beiden als derde eindigden. Na afloop van de verkiezing ontstond er in de media consternatie omdat het model uitgesproken mager is. Er werd al snel een verband gelegd met anorexia.